# Samuel Wendell Williston
Samuel Wendell Williston (10. července 1851 Boston, Massachusetts – 30. srpna 1918 Chicago, Illinois) byl americký paleontolog a entomolog, který proslul mj. teorií o vzniku ptáků z běhajících opeřených předků. Popsal také některé druhy dinosaurů (např. rod Stegopelta) a podílel se na prvních objevech a vykopávkách proslulých druhů, jako byl teropod Allosaurus nebo sauropod Diplodocus. Proslul však také jako entomolog se zaměřením na dvoukřídlé (Diptera). Sám publikoval přes 50 publikací o této skupině a pojmenoval na 1250 jejich druhů. Stal se tak vůbec prvním specialistou na dvoukřídlý hmyz ve Spojených státech.

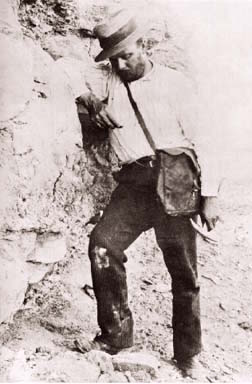
Samuel Wendell Williston v roce 1891